# さくら警察署

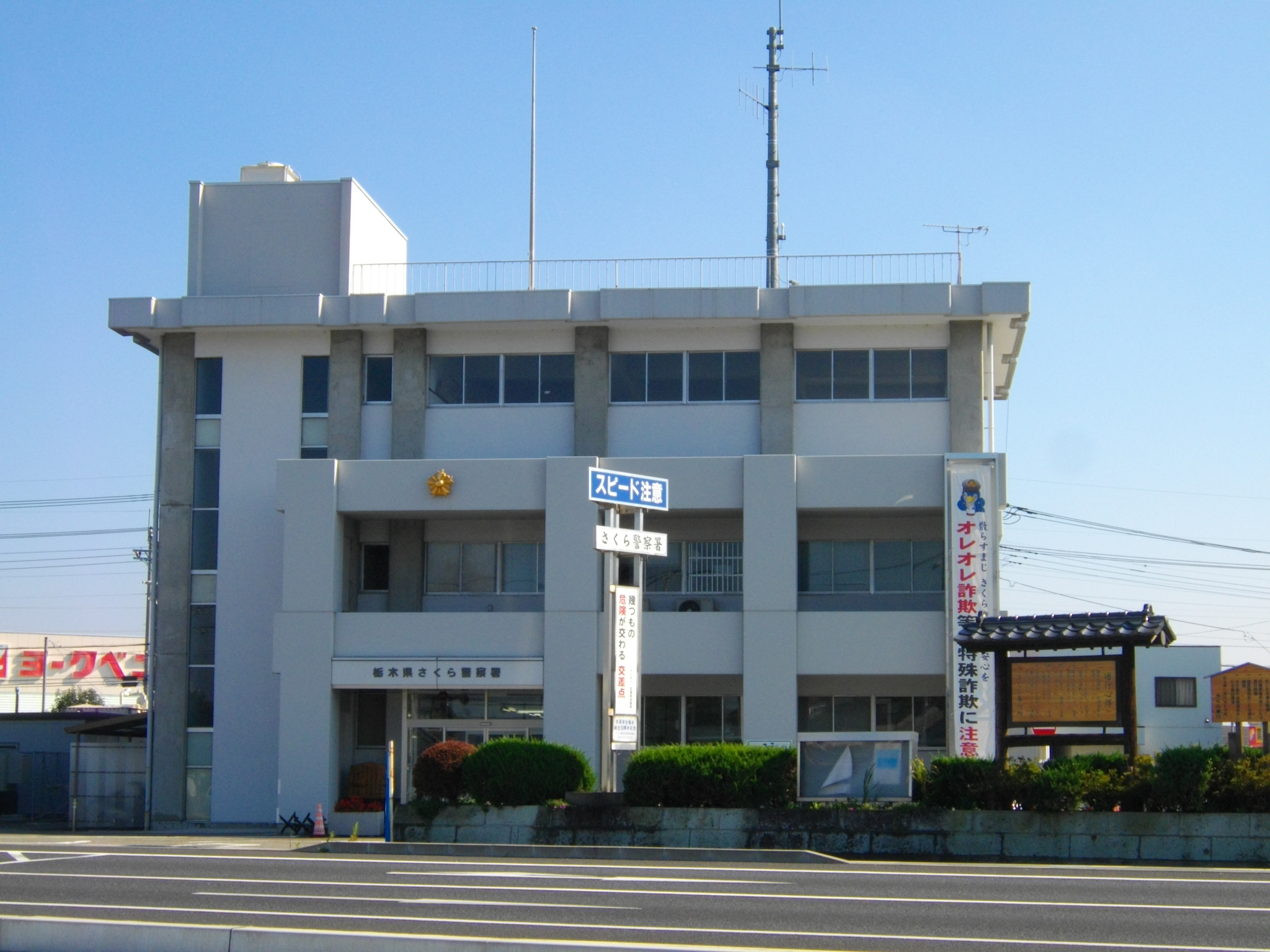
さくら警察署

さくら警察署（さくらけいさつしょ）は、栃木県警察が管轄する警察署の一つである。

## 管轄区域
- さくら市
- 塩谷郡高根沢町

## 所在地
- 栃木県さくら市馬場786番地1

## 沿革
- 1876年（明治9年）- 宇都宮警察第5出張所第3巡査屯所として発足
- 1948年（昭和23年） - 自治体警察署
- 1954年（昭和29年） - 氏家警察署となる
- 2006年（平成18年）- 喜連川警察署と統合しさくら警察署に改称。庁舎は旧氏家警察署に設置し、旧喜連川警察署は喜連川交番に改称。

## 交番

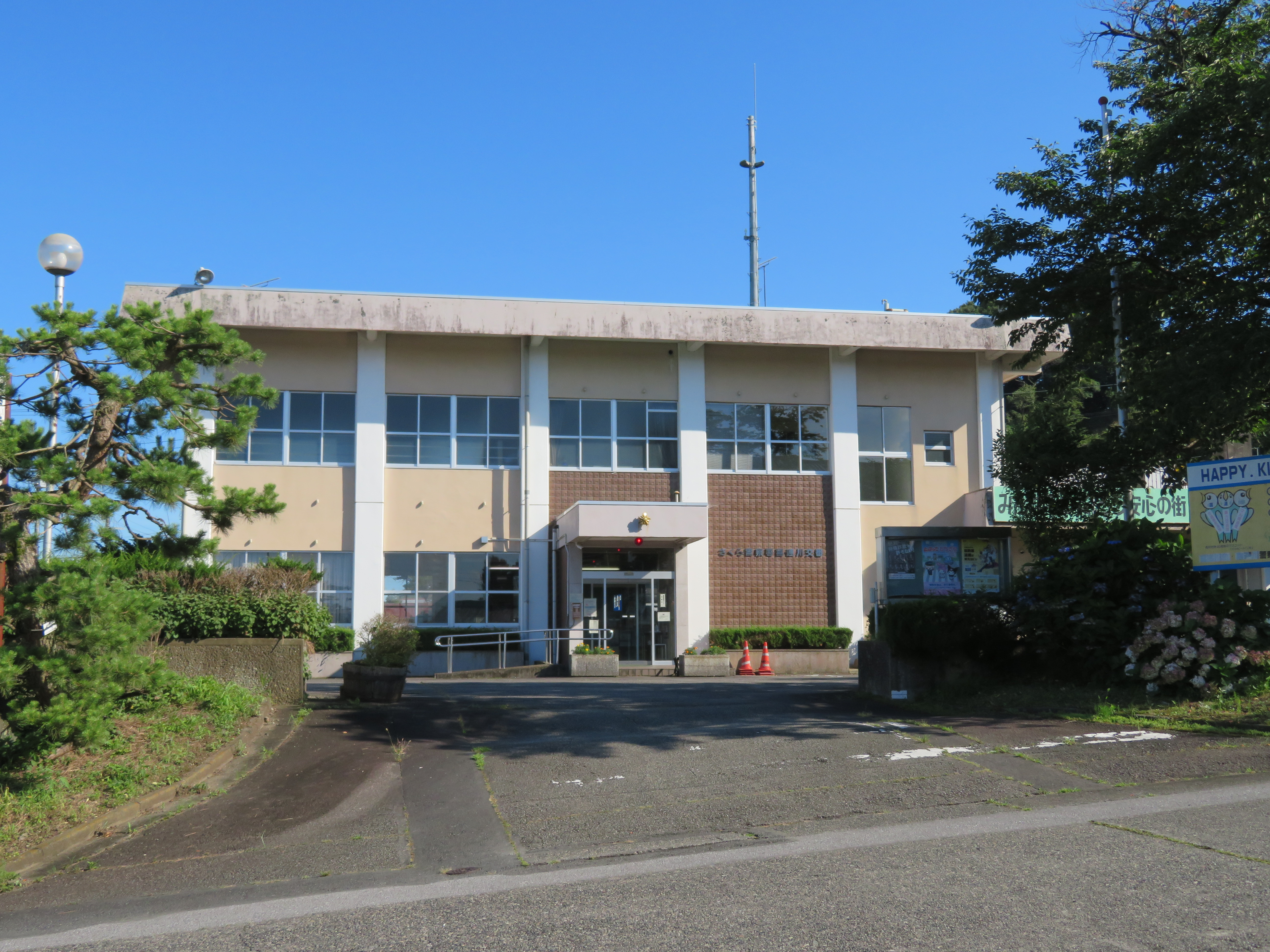
喜連川交番

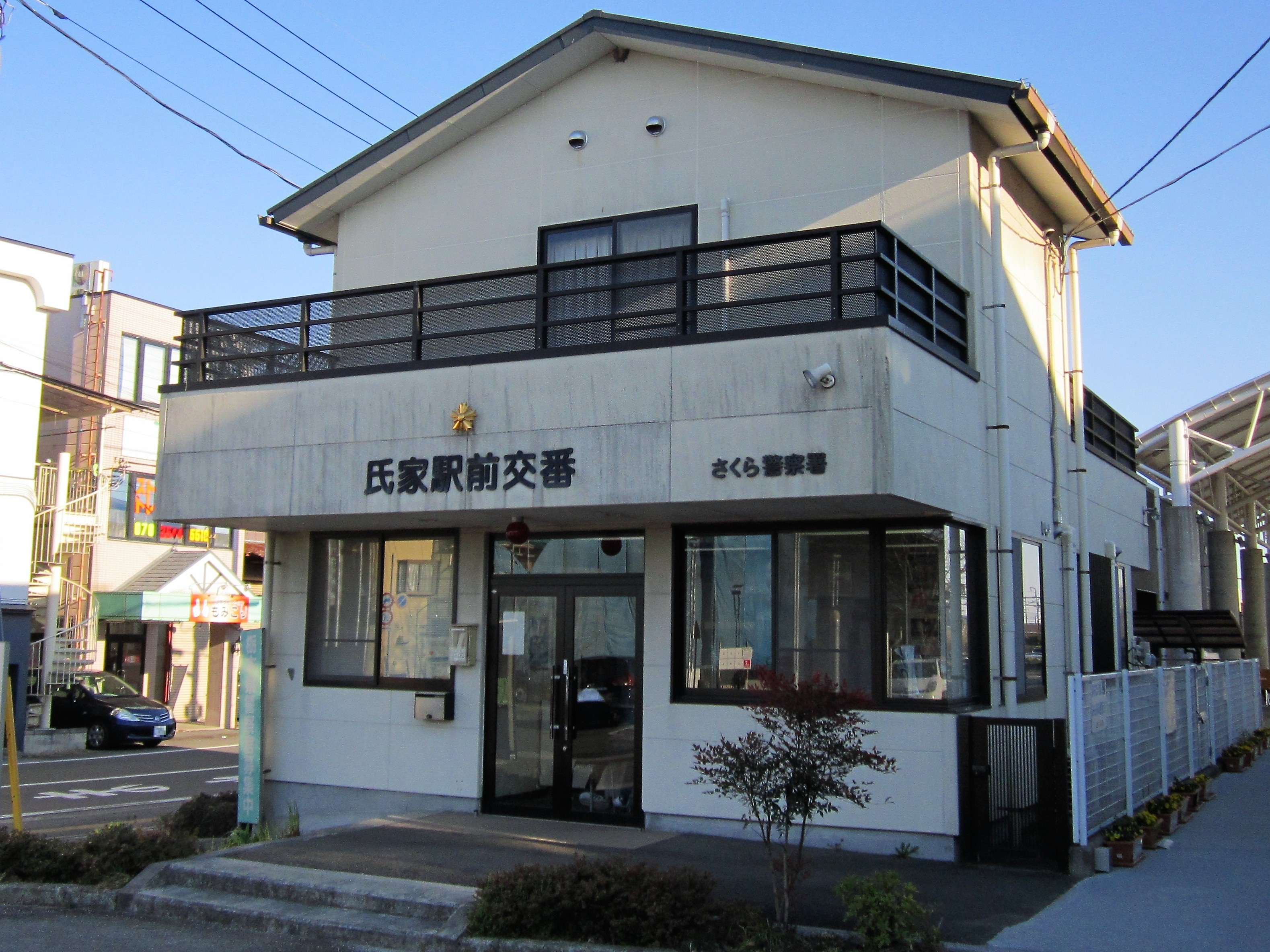
氏家駅前交番

### さくら市
- 氏家駅前交番 - さくら市氏家2337番地11
- 喜連川交番 - さくら市喜連川4397番地の5

### 高根沢町
- 高根沢交番 - 塩谷郡高根沢町大字宝積寺2374番地57

## 駐在所

### さくら市
- 勝山駐在所 - さくら市氏家1214番地61
- 蒲須坂駐在所 - さくら市蒲須坂641番地3

### 高根沢町
- 太田駐在所 - 塩谷郡高根沢町大字太田749番地
- 上高根沢駐在所 - 塩谷郡高根沢町大字上高根沢1934番地4
- 花岡駐在所 - 塩谷郡高根沢町大字花岡1395番地3